# William Brownrigg
Pour les articles homonymes, voir Brownrigg.
William Brownrigg (24 mars 1711 – 6 janvier 1800), est un médecin et chimiste anglais, qui pratique à Whitehaven dans le Cumberland. Là, William Brownrigg mène des expériences chimiques qui lui valent non seulement son élection à la Royal Society mais aussi la médaille Copley.

## Formation
Il est né à High Close Hall d'un aristocrate local, George Brownrigg. Sa mère, Mary Brownrigg, est originaire d’Irlande.
William apprend de 13 à 15 ans le latin et le grec ancien d'un clergyman local, puis est apprenti chez un pharmacien de Carlisle. Il étudie pendant deux ans la chirurgie chez un praticien de Londres avant de partir étudier à Leyde où il suit les cours de Boerhaave, s' Gravesande, van Royen et Albinus. Il soutient en 1737 une thèse intitulée "De Praxi Medica Ineunda" - relative aux conditions ambiantes d'intervention clinique.

## Pratique médicale
Brownrigg rentre en Angleterre et ouvre à Whitehaven un cabinet de consultation avec un autre médecin, le Dr Richard Senhouse. Senhouse meurt peu après, laissant pour plusieurs années Brownrigg seul médecin de la région. Son journal est conservé et a été retranscrit récemment. Il contient la description de ses patients, des prescriptions et aussi les premières descriptions des symptômes de la fièvre puerpérale en Angleterre.
En 1741, Brownrigg épouse Mary Spedding. Son beau-père administre des mines de charbon pour le compte de James Lowther, dont la famille avait naguère su faire de Whitehaven un important port de mer. Ce mariage fait de Brownrigg un personnage en vue dans le pays, tout en l'amenant à s'intéresser de près aux maladies de mineurs.
La peur d'une épidémie de typhus venue du continent l'amena également à étudier l'apparition de foyers de cette maladie à Whitehaven ; de ces recherches, il tire un article intitulé "Considerations on the means of pestilential contagion, and of Eradicating it in Infected Places" (1771).

## Le chimiste
Ainsi, sa pratique médicale l'amena à analyser les gaz auxquels les mineurs étaient exposés : le grisou (méthane) et l'air raréfié des mines, qu'en anglais on appelle « choke damp » (« vapeur suffocante »). Carlisle Spedding l'aide à construire un laboratoire et l'alimente en gaz par des conduites en plomb plongeant dans la mine de charbon la plus proche. Brownrigg met au point diverses méthodes pour concentrer et transporter ces gaz, ce qui lui permet d'en fournir à James Lowther, conditionnées dans des vessies de porc, pour qu'il puisse en faire la démonstration à la Royal Society : alors cette société savante nomme Brownrigg « Fellow ».

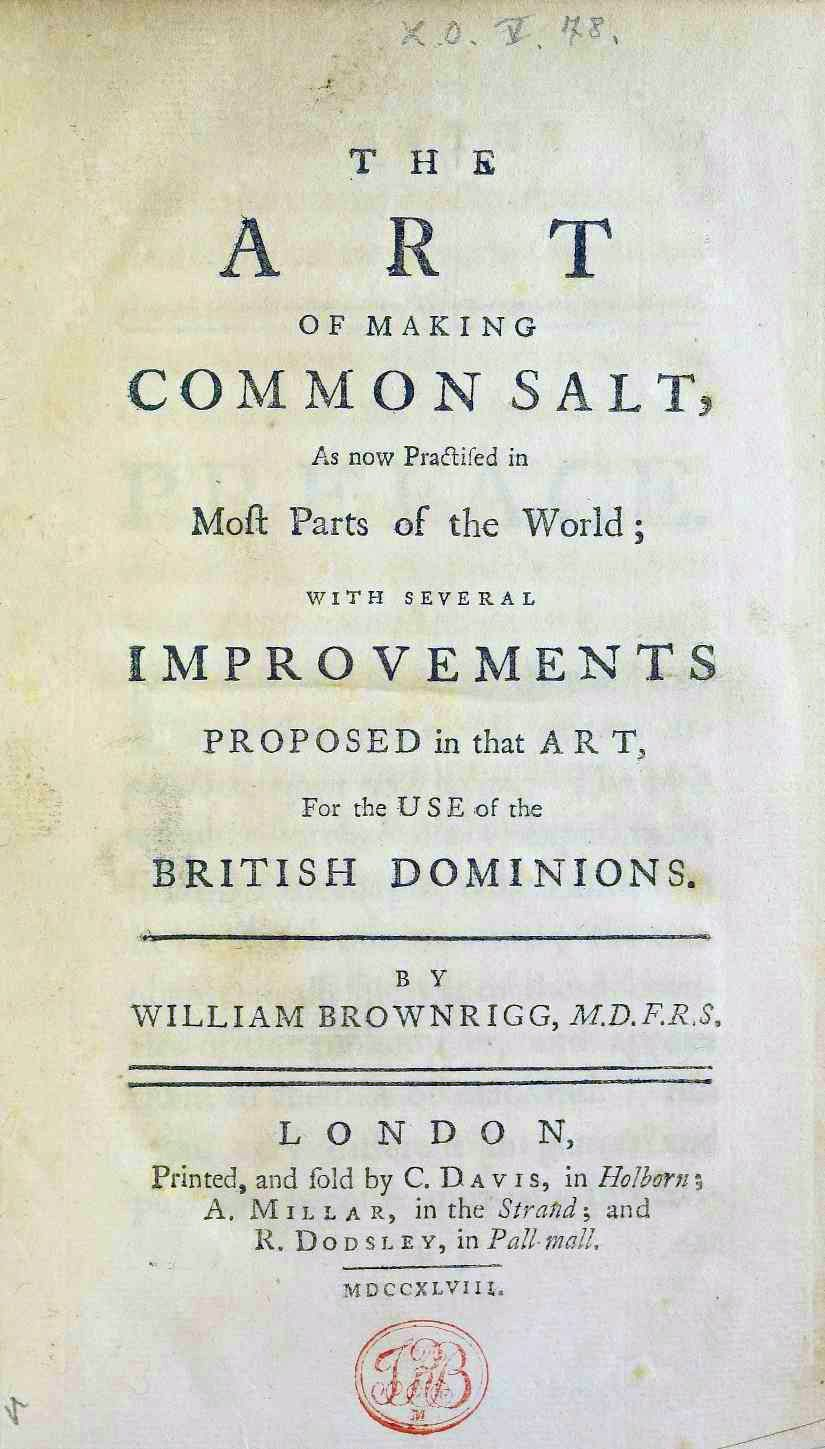
The Art of making common salt, 1748

Il multiplie les expériences sur toutes les sources de gaz : ainsi lors d'une visite d'un établissement de bains en Allemagne, il découvrit les eaux naturellement gazeuses et chercha à analyser les gaz dissous, consignant les résultats de son enquête dans un article intitulé « Expériences sur l'esprit minéral élastique ou l'air contenu dans les eaux thermales ». C’est cet article qui lui valut la Médaille Copley en 1766.
Un parent de Brownrigg, le maître de forges Charles Wood, a ramené de Jamaïque des échantillons de platine. Brownrigg décrit dans un article les expériences que Wood a effectuées sur ce qu'on ne considère alors que comme un rebut de l'extraction du minerai d'argent ; il effectue lui-même quelques vérifications expérimentales et est ainsi le premier à y reconnaître un nouvel élément chimique. Il attire l'attention de la Royal Society sur ce nouveau métal aux propriétés exceptionnelles (masse volumique, résistance aux attaques acides) et les invitent à poursuivre les recherches en ce sens.
Brownrigg est soucieux de diminuer la dépendance du Royaume-Uni vis-à-vis des importations de sel si importantes pour le développement des industries halieutiques, et pour cela il pense pouvoir imiter les méthodes néerlandaises. C'est ainsi qu'il rédige un traité monumental sur les salines.
En 1771, Benjamin Franklin accomplit un voyage en Grande-Bretagne à l'invitation de Sir John Pringle, qui lui conseille d'aller voir les travaux de William Brownrigg. Franklin réside chez les Brownrigg à Ormathwaite (Lake District) et reçoit un exemplaire dédicacé du traité de son hôte sur les salines. Franklin de son côté présente au lac de Derwentwater son expérience sur la maîtrise du remous, consistant à introduire de l'huile à la surface du lac. Il reste en correspondance avec Brownrigg à ce sujet, et ces travaux font l'objet d'une communication dans les transactions de la Royal Society.

## L'industriel
Mais Brownrigg est tout autant homme d'affaires que médecin ou chimiste. Dès 1765, il s'associe à un certain Anthony Bacon de Whitehaven pour se lancer dans la sidérurgie au Pays de Galles : avec la construction des forges de Cyfarthfa, il contribue ainsi au développement industriel de la vallée de Merthyr Tydfil. Il hérite d'une partie des actions de John Speddings dans une corderie et investit dans le Trust de Keswick Turnpike.
Après sa retraite à Ormathwaite, il s'intéresse au développement de l’agriculture locale, étudie les minéraux et encourage le R. P. Thomas West à écrire A Guide to the Lakes, le premier guide de voyages consacré au Lake District. Il exerce alors plusieurs charges officielles : magistrat, commis à l'enregistrement des brevets pour le  Port de Carlisle et Receveur Général du Trésor pour les comtés de Cumberland et Westmorland.
Brownrigg meurt dans les premiers jours de l'année 1800 et est inhumé dans l'église de Crosthwaite ; trois baronnets et d'autres membres de la gentry portaient son cercueil. Son ami et biographe, le Dr. Joshua Dixon, écrit que sa réputation scientifique était sous-estimée en son temps, par suite de sa retraite volontaire en province (le Cumberland) et sa modestie naturelle.

## Source
- (en) Cet article est partiellement ou en totalité issu de l’article de Wikipédia en anglais intitulé « William Brownrigg » (voir la liste des auteurs).